# Janne Reinikainen (Schauspieler)
Janne Olavi Reinikainen (* 10. März 1969 in Kangasniemi) ist ein finnischer Schauspieler, Drehbuchautor und Regisseur.

## Leben
Janne Reinikainen studierte erfolgreich von 1991 bis 1995 an der Theaterakademie Helsinki. Seitdem war er an unterschiedlichen Theatern in Finnland tätig, darunter dem KOM-Theater, Ryhmäteatteri und dem Finnischem Nationaltheater.
Bereits während seiner Studienzeit war Reinikainen in unterschiedlichen Fernsehnebenrollen vor der Kamera zu sehen. Seinen großen Durchbruch hatte er mit der 1998 ausgestrahlten Fernsehsketchshow Studio Julmahuvi, für die er mit dem Fernsehpreis Venla ausgezeichnet wurde. Einen weiteren großen Erfolg feierte er mit seiner Darstellung des Rockmusikers Rauli Somerjoki in der von Markku Pölönen inszenierten Filmbiografie Badding, für die er im Jahr 2001 mit einem Jussi als Bester Hauptdarsteller ausgezeichnet wurde.
Neben der Schauspielerei inszenierte Reinikainen vermehrt auch Theaterstücke, Kurzfilme und einzelne Folgen von unterschiedlichen Fernsehserien. Gemeinsam mit Iddo Soskolne inszenierte und schrieb er den Kurzfilm Tuolla puolen, welcher unter dem internationalen Titel Reunion auch auf der Berlinale 2015 zu sehen war. Zudem bekam er die Eino Kalima-Regiepreis 2017.
Von 1999 bis 2010 war Reinikainen mit der vier Jahre älteren Schauspielerin Johanna af Schultén verheiratet. Sie haben ein gemeinsames Kind.

## Filmografie
- 1998: Studio Julmahuvi (Fernsehserie)
- 2001: Badding
- 2010: Helden des Polarkreises (Napapiirin sankarit)
- 2012: Love and Other Troubles (Hulluna Saraan)
- 2014: Kaffee mit Milch und Stress (Mielensäpahoittaja)
- 2014: Nurses (Syke, Fernsehserie, eine Folge)
- 2018: Bordertown (Sorjonen, Fernsehserie, zwei Folgen)
- 2018: Happier Times, Grump (Ilosia aikoja, Mielensäpahoittaja)
- 2021: Deadwind (Karppi, Fernsehserie, drei Folgen)